# KNSB Cup (marathonschaatsen)
De KNSB Cup (officieel: KPN Marathon Cup) is de nationale Nederlandse competitie in het marathonschaatsen.
De competitie bestaat uit ongeveer vijftien marathons. Hiernaast zijn er nationale wedstrijden, een Grand Prix (vier tot vijf races) in Oostenrijk en Zweden, inclusief de alternatieve Elfstedentocht over 200 kilometer.
De competitie is tegenwoordig verdeeld in drie divisies:
- Heren Topdivisie
- Heren Beloftendivisie
- Dames Topdivisie
- Dames Beloftendivisie

Tot 2009 was er nog een vierde categorie: Veteranendivisie (voor rijders vanaf 39 jaar)
In de periode 2001/02 tot 2006/07 was Essent de naamgever en in de periode 1996/97 tot 1999/00 heette het de Unox Cup. Tijdens de seizoenen 2007/08 en 2008/09 waren er zowel een Essent als een KNSB Cup. Bij aanvang van het seizoen 2009/10 was DSB Bank de nieuwe hoofdsponsor. Na twee wedstrijden werd door het faillissement van DSB Bank de competitie eind oktober 2009 door de KNSB omgedoopt tot Marathon Cup en werd er een nieuwe sponsor gezocht. Dit werd uiteindelijk KPN.
In de periode 2020/2021 werd de KNSB Cup niet gehouden vanwege de coronapandemie die in 2020 uitbrak. Marathonschaatsen was in dit seizoen niet mogelijk, omdat er te veel mensen dicht op elkaar op het ijs zouden staan.

## Buitenlanders
Aan de competitie doen verschillende buitenlanders mee en zeker niet onverdienstelijk. De Sovjetnees Oleg Bozjev wist in 1991 voor het eerst als niet-Nederlander het marathonklassement te winnen. De Fransman Cédric Michaud wist de marathoncup zelfs twee keer te winnen, hij won in 2002/03 en in 2005/06.
Op zaterdag 24 november 2012 wist de Italiaanse Francesca Lollobrigida als eerste buitenlandse vrouw bij de dames een wedstrijd te winnen in de Nederlandse marathoncompetitie. Het marathonklassement werd nooit door een buitenlandse vrouw gewonnen.

## Langebaanschaatsers
In het peloton zijn regelmatig langebaanschaatsers te vinden. Zij gebruiken de marathon om aan de conditie, duurvermogen en wedstrijdritme te werken of om er in af te trainen. Enkele bekende langebaanschaatsers die marathons hebben gereden zijn: Hilbert van der Duim, Falko Zandstra, Bart Veldkamp, Rintje Ritsma, Bob de Jong, Erben Wennemars, Koen Verweij, Enrico Fabris, Chad Hedrick, Wieteke Cramer, Ted-Jan Bloemen en Bart Swings (België).

## Winnaars[2]
De KNSB Cup werd in het seizoen 1972/73 voor het eerst verreden met als winnaar Bennie van der Weide.
De meest succesvolle schaatsers uit de geschiedenis van de marathon cup  zijn Co Giling, Richard van Kempen en Jan Maarten Heideman. Zij wisten allen de cup vier maal te winnen.
Bij de dames wist Mariska Huisman zes maal de cup te veroveren en Daniëlle Bekkering lukte dit vier maal.
De eerste winnares bij de vrouwen was in het seizoen 1976/77 Atje Keulen-Deelstra.
In 2007/08 en 2008/09 waren er twee winnaars, omdat er zowel een KNSB als een Essent Cup was. In 2007/08 wist Bob de Vries deze beide te veroveren.
| #                           | Seizoen  | Heren                           | Dames                         |
| KNSB Cup                    | KNSB Cup | KNSB Cup                        | KNSB Cup                      |
| --------------------------- | -------- | ------------------------------- | ----------------------------- |
| 1                           | 1972/73  | Bennie v/d Weide                |                               |
| 2                           | 1973/74  | Henk Portengen                  |                               |
| 3                           | 1974/75  | Johan Wardenier                 |                               |
| 4                           | 1975/76  | Co Giling                       |                               |
| 5                           | 1976/77  | Co Giling                       | Atje Keulen-Deelstra          |
| 6                           | 1977/78  | Co Giling                       | Atje Keulen-Deelstra          |
| 7                           | 1978/79  | Arie Eriks                      | Anita Vriesema                |
| 8                           | 1979/80  | Co Giling                       | Ineke Kooiman-van Homoet      |
| 9                           | 1980/81  | Arie Eriks                      | Margriet de Vries             |
| 10                          | 1981/82  | Jan Kooiman                     | Ineke Kooiman-van Homoet      |
| 11                          | 1982/83  | Henk Portengen                  | Ineke Kooiman-van Homoet      |
| 12                          | 1983/84  | Emiel Hopman                    | Atje Keulen-Deelstra          |
| 13                          | 1984/85  | Henri Ruitenberg Sr.            | Joke van der Voort-van Gaalen |
| 14                          | 1985/86  | Richard van Kempen              | Tilly Alders                  |
| 15                          | 1986/87  | Richard van Kempen              | Lilian van Tol                |
| 16                          | 1987/88  | Richard van Kempen              | Tineke Hoogendijk             |
| 17                          | 1988/89  | Yep Kramer                      | Boukje Keulen                 |
| 18                          | 1989/90  | Yep Kramer                      | Petra Moolhuizen              |
| 19                          | 1990/91  | Oleg Bozjev                     | Petra Moolhuizen              |
| 20                          | 1991/92  | Richard van Kempen              | Petra Moolhuizen              |
| 21                          | 1992/93  | Lammert Huitema                 | Sandra Zwolle                 |
| 22                          | 1993/94  | Frans de Ronde                  | Jolanda Grimbergen            |
| 23                          | 1994/95  | Arnold Stam                     | Jolanda Grimbergen            |
| 24                          | 1995/96  | Lammert Huitema                 | Klasina Seinstra              |
| Unox Cup                    |          |                                 |                               |
| 25                          | 1996/97  | René Ruitenberg                 | Klasina Seinstra              |
| 26                          | 1997/98  | Peter de Vries                  | Petra de Boer-Grimbergen      |
| 27                          | 1998/99  | Henk Angenent                   | Klasina Seinstra              |
| 28                          | 1999/00  | Jan Maarten Heideman            | Gretha Smit                   |
| KNSB Cup                    |          |                                 |                               |
| 29                          | 2000/01  | Jan Maarten Heideman            | Gretha Smit                   |
| Essent Cup                  |          |                                 |                               |
| 30                          | 2001/02  | Miel Rozendaal                  | Petra Grimbergen              |
| 31                          | 2002/03  | Cedric Michaud                  | Daniëlle Bekkering            |
| 32                          | 2003/04  | Jan Maarten Heideman            | Linda Verdouw                 |
| 33                          | 2004/05  | Jan Maarten Heideman            | Daniëlle Bekkering            |
| 34                          | 2005/06  | Cedric Michaud                  | Daniëlle Bekkering            |
| 35                          | 2006/07  | Lars Hoogenboom                 | Daniëlle Bekkering            |
| KNSB Cup & Essent Cup       |          |                                 |                               |
| 36                          | 2007/08  | Bob de Vries & Bob de Vries     | Elma de Vries                 |
| 37                          | 2008/09  | Arjan Stroetinga & Bob de Vries | Mariska Huisman               |
| DSB Bank Cup / Marathon Cup |          |                                 |                               |
| 38                          | 2009/10  | Sjoerd Huisman                  | Mariska Huisman               |
| KPN Marathon Cup            |          |                                 |                               |
| 39                          | 2010/11  | Karlo Timmerman                 | Carla Zielman                 |
| 40                          | 2011/12  | Crispijn Ariëns                 | Mariska Huisman               |
| 41                          | 2012/13  | Christijn Groeneveld            | Mariska Huisman               |
| 42                          | 2013/14  | Bob de Vries                    | Mariska Huisman               |
| 43                          | 2014/15  | Bob de Vries                    | Mariska Huisman               |
| 44                          | 2015/16  | Ingmar Berga                    | Janneke Ensing                |
| 45                          | 2016/17  | Simon Schouten                  | Elma de Vries                 |
| 46                          | 2017/18  | Sjoerd den Hertog               | Iris van der Stelt            |
| 47                          | 2018/19  | Sjoerd den Hertog               | Manon Kamminga                |
| 48                          | 2019/20  | Bart Hoolwerf                   | Imke Vormeer                  |
| Marathon Cup                |          |                                 |                               |
| 49                          | 2021/22  | Sjoerd den Hertog               | Lisa van der Geest            |
| 50                          | 2022/23  | Harm Visser                     | Maaike Verweij                |
| 51                          | 2023/24  | Harm Visser                     | Elsemieke van Maaren          |
| 52                          | 2024/25  |                                 |                               |

## Records

### Meeste overwinningen in één seizoen
| Plek | Atleet             | Aantal deelnames |  |
| ---- | ------------------ | ---------------- |  |
| 1    | Marijke Groenewoud | 16×              |  |
| 2    | Daniëlle Bekkering | 15×              |  |

N.B. Bijgewerkt tot en met 2025

### Meeste overwinningen aller tijden
| Plek | Atleet               | Aantal deelnames |  |
| ---- | -------------------- | ---------------- |  |
| 1    | Daniëlle Bekkering   | 63×              |  |
| 2    | Atje Keulen-Deelstra | 61×              |  |
| 3    | Irene Schouten       | 59×              |  |

N.B. Bijgewerkt tot en met 2025
1972/1973 ·
1973/1974 ·
1974/1975 ·
1975/1976 ·
1976/1977 ·
1977/1978 ·
1978/1979 ·
1979/1980 ·
1980/1991 ·
1980/1981 ·
1981/1982 ·
1982/1983 ·
1983/1984 ·
1984/1985 ·
1985/1986 ·
1986/1987 ·
1987/1988 ·
1988/1989 ·
1989/1990 ·
1990/1991 ·
1991/1992 ·
1992/1993 ·
1993/1994 ·
1994/1995 ·
1995/1996 ·
1996/1997 ·
1997/1998 ·
1998/1999 ·
1999/2000 ·
2001/2002 ·
2002/2003 ·
2003/2004 ·
2004/2005 ·
2005/2006 ·
2006/2007 ·
2007/2008 ·
2008/2009 ·
2009/2010 ·
2010/2011 ·
2011/2012 ·
2012/2013 ·
2013/2014 ·
2014/2015 ·
2015/2016 ·
2016/2017 ·
2017/2018 ·
2018/2019 ·
2019/2020 ·
2020/2021 ·
2021/2022 ·
2022/2023 ·
2023/2024 ·
2024/2025
 Oranje leiderspak ·
 Rood-wit-blauw leiderspak · 
 Wit leiderspak
Nederlandse kampioenschappen: Kunstijs · Natuurijs · Open
Eindklassementen: KNSB Cup ·
 Jongeren klassement ·
Ploegenklassement ·
Grand prix klassement ·
Natuurijsklassement ·
Natuurvierdaagse ·
Club-assistent Brabantcup
Records en statistieken
Elfstedentocht
Natuurijsklassiekers: De 100 van Eernewoude · 
Amstelmeer Marathon · 
Ronde van Loosdrecht · 
Westland Marathon · 
Driedaagse van Ankeveen · 
Noorder Rondritten · 
Noordwesthoekrit · 
Oldambtrit · 
Hollands Venetiëtocht · 
Ronde van Duurswold · 
Ronde van Skarsterlân · 
Rottemerentocht · 
USA Marathon · 
Veluwemeertocht
Lijst van schaatsmarathons per kunstijsbaan: Alkmaar · Amsterdam · Assen · Breda · Den Haag · Deventer · Dronten · Eindhoven · Enschede · Geleen · Groningen · Haarlem · Heerenveen · Hoorn · Leeuwarden · Nijmegen · Rotterdam · Tilburg · Utrecht
Lijst van schaatsmarathons per natuurijsbaan: Hengelo · Polsbroek · Veenoord ·  Noordlaren · Haaksbergen ·  Winterswijk · Burgum · 
Awards: Marathonschaatser van het Jaar · Willem Poelstra Trofee
1972/1973 ·
1973/1974 ·
1974/1975 ·
1975/1976 ·
1976/1977 ·
1977/1978 ·
1978/1979 ·
1979/1980 ·
1980/1991 ·
1980/1981 ·
1981/1982 ·
1982/1983 ·
1983/1984 ·
1984/1985 ·
1985/1986 ·
1986/1987 ·
1987/1988 ·
1988/1989 ·
1989/1990 ·
1990/1991 ·
1991/1992 ·
1992/1993 ·
1993/1994 ·
1994/1995 ·
1995/1996 ·
1996/1997 ·
1997/1998 ·
1998/1999 ·
1999/2000 ·
2001/2002 ·
2002/2003 ·
2003/2004 ·
2004/2005 ·
2005/2006 ·
2006/2007 ·
2007/2008 ·
2008/2009 ·
2009/2010 ·
2010/2011 ·
2011/2012 ·
2012/2013 ·
2013/2014 ·
2014/2015 ·
2015/2016 ·
2016/2017 ·
2017/2018 ·
2018/2019 ·
2019/2020 ·
2020/2021 ·
2021/2022 ·
2022/2023 ·
2023/2024 ·
2024/2025